# Clearingaftale
En clearingaftale er en politisk aftale mellem partigrupperne i Folketinget, som gør det muligt for medlemmerne at være fraværende fra de ugentlige afstemninger i Folketingssalen, uden at det får konsekvenser for lovgivningen.
Konkret sker det ved at man sørger for, at der er lige mange fraværende medlemmer fra regeringen og dennes støtteparti(er), som der er fraværende fra oppositionens partier. Derved bibeholdes det normale styrkeforhold mellem partierne. Det er typisk partiernes gruppesekretærer, der holder styr på clearingaftalerne. Ifølge grundloven er Folketingets medlemmer "ene bundet ved deres overbevisning". Aftalerne er således uforbindende og indgår ikke i Folketingets forretningsorden.
Clearingen er grunden til, at det oftest kun er lige over 100 ud af de 179 folketingsmedlemmer, der deltager i en afstemning. Folketinget er beslutningsdygtigt, når der er 90 medlemmer til stede som deltager i afstemningen. Hver folketingsgruppe stiller kun med det i forvejen aftalte antal medlemmer ved afstemningerne.
Aftalerne fastsætter på forhånd hvordan der cleares, og ændres generelt ikke fra sag til sag. I de sjældne tilfælde, hvor et medlem specifikt ønsker at stemme mod sit partis linje, cleares dette internt i partiet. Nogle medlemmer bytter også rundt for at kunne stemme i salen for et bestemt forslag, hvor de gerne vil være synlige.
Til gengæld er det umuligt for det enkelte folketingsmedlem ikke at tage stilling, da alle gennem den forudgående clearing reelt "stemmer" med deres gruppe. Hvert eneste medlem deltager således aktivt i afstemningerne, uanset eventuelt fravær.
Folketingets egen hjemmeside viser folketingsmedlemmernes status ved afstemningerne, men er let misvisende, da afstemninger opdeles i 'for', 'imod', 'hverken for eller imod' samt 'fraværende' og således ikke illustrerer clearingen.

## Clearingens politiske betydning
Ved særligt vigtige afstemninger som kabinetsspørgsmål eller etiske emner, ophæves de faste clearingaftaler ofte midlertidigt. I sjældne tilfælde er en ophævelse af clearingen ved en konkret afstemning blev brugt som politisk markering. En pludselig ophævelse giver partierne på den modsatte fløj problemer, da der så skal indkaldes yderligere folketingsmedlemmer til afstemningen, end der var planlagt. I 2008 brugte Det Radikale Venstre truslen ved behandlingen af Tuneserloven.
Enhedslisten opsagde deres deltagelse i clearingaftalen ved afstemningen om Danmarks deltagelse i Irak-krigen i november 2004. Sammen med SF bad Enhedslisten ved krigsafstemningerne november 2004 og maj 2006  også om navneopråb, der blev afvist af Folketingets formand efter en særlig afstemning, hvorefter afstemningsresultaterne dog undtagelsesvist blev trykt i Folketingstidende med navnene på de folketingsmedlemmer, der var i salen den dag.
Lisbeth L. Petersen fra det færøske Sambandspartiet var tilknyttet Venstres folketingsgruppe ved en krigsafstemning i 2003. Hun blev som fraværende ved en fejl talt med ved clearingen som en del af flertallet for at gå i krig i Irak, selv om hun var imod – og på Færøerne havde fremsat et krav om FN-forankring før krig.
I 2008 forsøgte folketingsmedlemmer fra Dansk Folkeparti, Konservative og Venstre at sætte spørgsmålstegn ved de nordatlantiske mandaters deltagelse i afstemninger om dansk indenrigspolitik. Indtil da havde disse heller ikke været formelt med i clearingaftalerne, men debatten fik den modsatte udgang. Den genforhandlede clearingaftale fra 2008 inkluderede fuldt Den Nordatlantiske Gruppe.
Ved afstemningen om vedtagelse af rigsretssagen mod tidligere udlændinge- og integrationsminister, Inger Støjberg, som blev vedtaget d. 2. februar 2021, valgte partierne Dansk Folkeparti og Nye Borgerlige de facto at ophæve Folketingets forretningsorden om clearing ved at sende alle deres respektive medlemmer ind for at stemme imod lovforslaget. På den måde ville alle medlemmer af Folketinget derfor se sig nødsaget til at møde op og afgive deres stemme for at bevare styrkeforholdet mellem partierne.